# Chiesa di San Matteo (Scansano)
La chiesa di San Matteo è un edificio sacro situato a Polveraia, nel comune di Scansano, in provincia di Grosseto.
La chiesa venne costruita a partire dal 1618.
Conserva ancora l'aspetto originale, linee architettoniche semplici ed eleganti, ad aula unica con cappella laterale. Durante il 1993, la chiesa subì un furto che la privò dei suoi arredi e dei suoi dipinti storici.